# 龍鼓飛揚
龍鼓飛揚（英語：Glorious Dragon，來港前稱Stephensons Rocket，前譯「蒸氣火車」），是一匹曾在香港和杜拜出賽的英國賽駒，在港先後由苗禮德、呂健威和伍鵬志訓練。

## 簡介
曾在皇家雅士谷賽期三級賽漢普頓宮錦標上陣的「龍鼓飛揚」來港前被香港賽馬會將其譯名為「蒸氣火車」，然而當時其進度實力及氣量與對手略有距離，最終以第十名過終點。其後，「龍鼓飛揚」被運來香港服役，加盟苗禮德馬房。
2019年2月7日，「龍鼓飛揚」於香港首次出賽。
2019年12月4日，「龍鼓飛揚」在何澤堯胯下勝出浪琴表國際騎師錦標賽（讓賽）－第四關，打開其在港的勝利之門。
2020年7月17日，「龍鼓飛揚」從苗禮德馬房轉投呂健威馬房。
2021年1月31日，潘明輝策騎「龍鼓飛揚」勝出國際三級賽百週年紀念銀瓶。賽後，潘明輝說道：「我很幸運能夠夥拍此駒出賽，上仗馬兒在跑馬地的表現已相當出色，今日牠的狀態續進，幸運地我能及時在適合的時間策騎此駒上陣。」他續說：「今日坐騎自第二檔起步，沿途只須跟隨『時時精綵』競跑，走位方面可說相當順暢。在我眼中，馬兒具相當級數，希望季內牠能挑戰一級賽或二級賽。」練馬師呂健威說道：「很高興馬兒能在今仗取勝，今仗與上次的三級賽，均是一早已擬定的目標。」隨後，「龍鼓飛揚」再上陣八次，取得1冠1季1殿，但到了2022年1月28日被獸醫發現右前蹄球節受傷之後，便於翌日被送往從化馬場休養生息，提早歇暑，同年7月8日從呂健威馬房轉投伍鵬志馬房。
2023年，「龍鼓飛揚」轉投伍鵬志後出賽5次，取得兩次第四名，期間曾遠征阿聯酋，角逐杜拜草地大賽。同年11月29日，「龍鼓飛揚」因右前腿不良於行宣告退役，正式結束其在港競賽生涯，2024年重返英国，延續競賽生涯。

## 在港勝出賽事全紀錄
| 比賽日期   | 賽事名稱                              | 賽事班次 | 賽道 | 賽事路程 | 比賽馬場   | 名次 | 完成時間 | 騎師   |
| ---------- | ------------------------------------- | -------- | ---- | -------- | ---------- | ---- | -------- | ------ |
| 04/12/2019 | 浪琴表國際騎師錦標賽（讓賽） －第四關 | 第二班   | 草地 | 1800米   | 跑馬地馬場 | 1    | 1:49.02  | 何澤堯 |
| 27/01/2019 | 雙魚河讓賽                            | 第二班   | 草地 | 2000米   | 沙田馬場   | 1    | 2:01.14  | 巴度   |
| 31/01/2021 | 百週年紀念銀瓶（讓賽）                | G3       | 草地 | 1800米   | 沙田馬場   | 1    | 1:46.01  | 潘明輝 |
| 05/04/2021 | 山頂讓賽                              | 第一班   | 草地 | 2000米   | 沙田馬場   | 1    | 2:01.92  | 潘明輝 |

## 在港一級賽出賽全紀錄
| 比賽日期   | 賽事名稱         | 賽事班次 | 賽道 | 賽事路程 | 比賽馬場 | 名次 | 完成時間 | 騎師   |
| ---------- | ---------------- | -------- | ---- | -------- | -------- | ---- | -------- | ------ |
| 16/02/2020 | 花旗銀行香港金盃 | G1       | 草地 | 2000米   | 沙田馬場 | 10   | 2:02.98  | 巴度   |
| 26/04/2020 | 富衛保險女皇盃   | G1       | 草地 | 2000米   | 沙田馬場 | 6    | 2:01.15  | 史卓豐 |
| 21/02/2021 | 花旗銀行香港金盃 | G1       | 草地 | 2000米   | 沙田馬場 | 4    | 2:00.63  | 潘明輝 |
| 25/04/2021 | 富衛保險女皇盃   | G1       | 草地 | 2000米   | 沙田馬場 | 6    | 2:01.84  | 潘明輝 |
| 23/05/2021 | 渣打冠軍暨遮打盃 | G1       | 草地 | 2400米   | 沙田馬場 | 5    | 2:26.04  | 何澤堯 |
| 12/12/2021 | 浪琴表香港盃     | G1       | 草地 | 2000米   | 沙田馬場 | 8    | 2:01.44  | 潘明輝 |
| 26/02/2023 | 花旗銀行香港金盃 | G1       | 草地 | 2000米   | 沙田馬場 | 4    | 2:00.35  | 班德禮 |

## 在港以外大賽出賽全紀錄
| 比賽日期   | 賽事名稱     | 賽事班次 | 賽道 | 賽事路程 | 比賽馬場   | 名次 | 完成時間 | 騎師   |
| ---------- | ------------ | -------- | ---- | -------- | ---------- | ---- | -------- | ------ |
| 21/06/2018 | 漢普頓宮錦標 | G3       | 草地 | 2004米   | 雅士谷馬場 | 10   | —        | 史賓沙 |
| 25/03/2023 | 杜拜草地大賽 | G1       | 草地 | 1800米   | 美丹馬場   | 12   | —        | 郭能   |

## 外部連結
- . 2021-01-31  [2021-01-31].